# Ричвілл (Нью-Йорк)
Ричвілл (англ. Richville) — селище (англ. village) в США, в окрузі Сент-Лоуренс штату Нью-Йорк. Населення — 234 особи (2020).

## Географія
Ричвілл розташований за координатами 44°24′54″ пн. ш. 75°23′33″ зх. д. / 44.41500° пн. ш. 75.39250° зх. д. (44.415070, -75.392454).  За даними Бюро перепису населення США в 2010 році селище мало площу 1,91 км², уся площа — суходіл.

## Демографія
Згідно з переписом 2010 року, у селищі мешкали 323 особи в 111 домогосподарстві у складі 89 родин. Густота населення становила 169 осіб/км².  Було 123 помешкання (64/км²).
Расовий склад населення:
| - 98,5 % — білих - 0,3 % — чорних або афроамериканців |

До двох чи більше рас належало 1,2 %. Частка іспаномовних становила 0,9 % від усіх жителів.
За віковим діапазоном населення розподілялося таким чином: 29,7 % — особи молодші 18 років, 60,1 % — особи у віці 18—64 років, 10,2 % — особи у віці 65 років та старші. Медіана віку мешканця становила 32,6 року. На 100 осіб жіночої статі у селищі припадало 105,7 чоловіків;  на 100 жінок у віці від 18 років та старших — 97,4 чоловіків також старших 18 років.
Середній дохід на одне домашнє господарство  становив 62 193 долари США (медіана — 47 250), а середній дохід на одну сім'ю — 69 012 долари (медіана — 56 875). За межею бідності перебувало 16,8 % осіб, у тому числі 18,1 % дітей у віці до 18 років та 0,0 % осіб у віці 65 років та старших.
Цивільне працевлаштоване населення становило 128 осіб. Основні галузі зайнятості: транспорт — 17,2 %, освіта, охорона здоров'я та соціальна допомога — 16,4 %, роздрібна торгівля — 14,1 %, публічна адміністрація — 14,1 %.